# 朱小丹
朱 小丹（しゅ しょうたん、ジュー・シャオタン、1953年1月 - ）は、中華人民共和国の政治家。広東省省長。広東省広州市出身。本籍は、浙江省温州市。

## 経歴
- 1971年：広州市広東楽器工団支部書記、広州楽器総工団団委副書記
- 1977年：共青団広州市委幹部、弁公室副主任、主任
- 1982年：共青団広州市委副書記
- 1984年：共青団広州市委代書記、書記、党組代書記、書記，全国青聯委員、省青聯副主席、市青聯主席
- 1987年以後、从化県委書記、県武装部党委第一書記（期間：1990年9月 - 1991年7月、中共中央党校中青年幹部培訓班学習）
- 1991年：広州市委副秘書長；同年12月、広州市委常委、宣伝部部長
- 1996年：広州市委副書記、宣伝部部長（1995年9月 - 1997年7月、中央党校研究生院経済管理専業履修）
- 1999年：広州市委副書記
- 2002年：省委統戦部常務副部長、部長
- 2004年：広東省委常委、宣伝部部長、省政協副主席
- 2004年：広東省委常委、宣伝部部長
- 2006年7月：林樹森に替わり広州市委書記となる
- 2007年1月：中共広東省委常委、広州市委書記、市人大常委会主任
- 中共第十七届候補中央委員
- 2010年2月：黄龍雲に替わり広東省人民政府副省長に就任
- 2011年11月4日：黄華華の後任として中共広東省委副書記兼広東省人民政府代省長となる
- 2012年1月17日：正式に広東省人民政府省長に就任
- 2012年11月14日：中国共産党第十八届中央委員